# Allée couverte de Coët Correc
L'allée couverte de Coët Correc, située sur la commune de Mûr-de-Bretagne dans le département des Côtes-d'Armor, est une sépulture mégalithique, classée monument historique.

## Protection
L'allée couverte de Coët Correc fait l’objet d’un classement au titre des monuments historiques depuis le 8 novembre 1956.

## Description
L'allée couverte mesure 10,50 m de longueur pour 1,40 m de largeur en moyenne. Elle est délimitée par une vingtaine d'orthostates en schiste ardoisier local. D'après les relevés de Jean L'Helgouach, elle comportait encore six tables de couverture en 1965, seules deux sont désormais restées en place, les quatre ont été déplacées le long du chemin d'accès au monument. La chambre comporte une entrée latérale taillée en forme de hublot entre deux dalles échancrées à l'extrémité sud-est de l'allée. Cette dalle-hublot composée de deux éléments échancrés jointifs, est précédée d'un couloir délimité par deux dalles parallèles d'environ 1,50 m de long.
L'allée était enserrée dans un tumulus d'environ 24 m de long et 8 m de large ceinturé de dalles dressées sur chant. Le décapage effectué sur le côté sud du tumulus a révélé la présence d'une curieuse rigole, comblée de pierres, dont l'axe est oblique par rapport à celui de l'allée et dont la nature reste imprécise.
L'édifice présente la particularité d'être enjambé à son extrémité ouest par les vestiges d'un calvaire en pierres sèches (ardoises) érigé vers 1905 sur les dalles de schiste par un certain Mathurin Le Flohic, « agriculteur très pieux ». Des cartes postales du début du XXe siècle représentent l'édifice sous la forme d'un escalier à deux rampes opposées se terminant par une petite plateforme sur laquelle se dressait un massif de pierre surmonté d'une croix. 

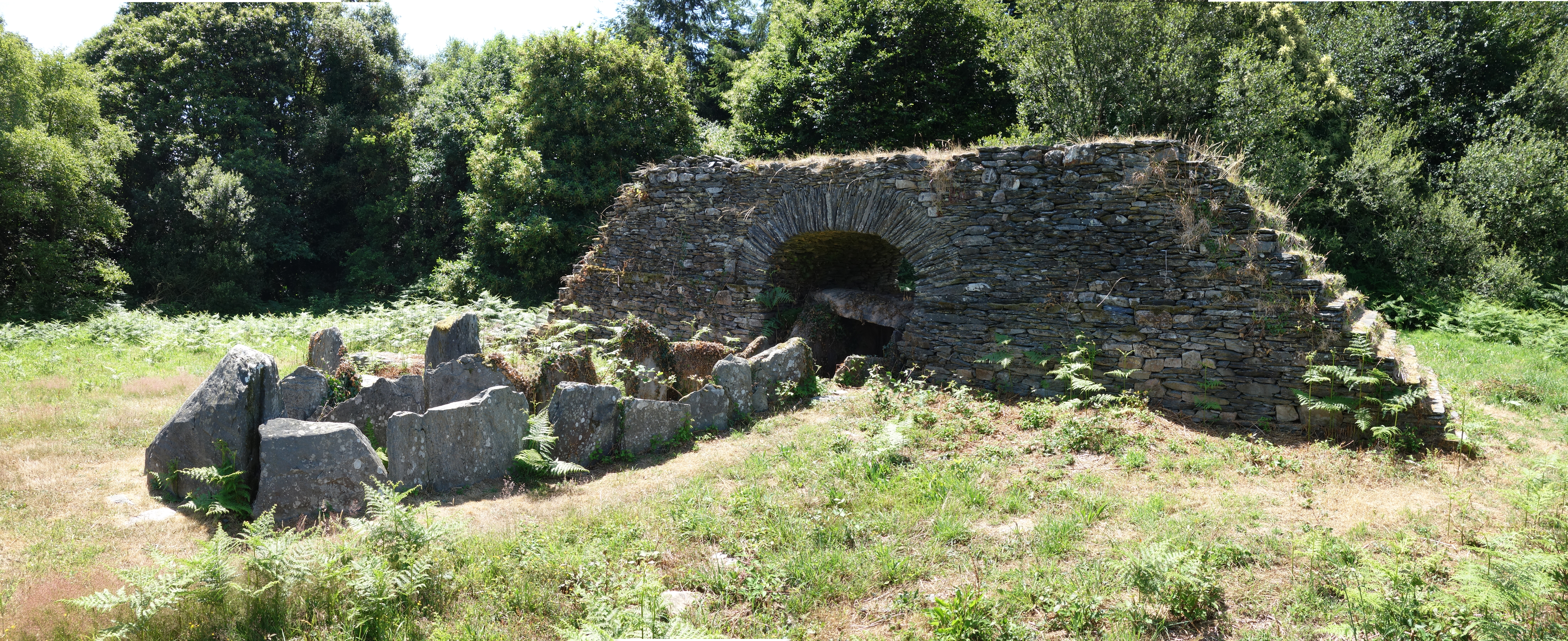
Vue générale de l'allée couverte de Coët Correc et du calvaire en pierres sèches depuis l'est

L'abbé Collet fouilla partiellement le monument en 1870 et y recueillit une pointe de flèche en silex, des tessons d'une céramique grossière et des charbons de bois. Lors des fouilles archéologiques de 1984-1985, dirigées par Charles-Tanguy Le Roux, le calvaire, qui était en ruine, fut éventré au-dessus de l'allée couverte. À cette occasion, des vestiges d'un pavage, déjà signalé par l'abbé Collet, furent découverts ainsi qu'une hache en pierre polie et des tessons d'un bol hémisphérique. Depuis, le calvaire a été partiellement remonté.